# ArcticNet
ArcticNet est un réseau de centres d’excellence du Canada dont l'objectif est d'étudier les impacts des changements climatiques et de la modernisation dans l'Arctique canadien côtier.
L’augmentation de la température moyenne du globe prévue par les modèles climatiques sera amplifiée sous les hautes latitudes. L’objectif principal d’ArcticNet est de contribuer à l’étude, à l’analyse, au développement et à la diffusion des connaissances qui permettront aux décideurs d’adopter les stratégies et politiques d’adaptation requises. Celles-ci prépareront les canadiens aux conséquences et opportunités amenées par les changements climatiques et par la modernisation dans l’Arctique.
Le réseau ArcticNet est constitué de scientifiques et d’experts en sciences sociales, science de la santé et sciences naturelles. Ils travaillent en partenariat avec des communautés nordiques, des organisations inuites, des organismes gouvernementaux et des acteurs du secteur privé. 
ArcticNet regroupe plus de 140 chercheurs issus de 30 universités canadiennes, 11 départements provinciaux et 8 ministères fédéraux. Ils travaillent en étroite collaboration avec des équipes de recherche de Finlande, du Danemark, du Groenland, de la Russie, de la France, des États-Unis, de l’Espagne, de la Suède, du Japon, de la Norvège, de la Pologne et du Royaume-Uni. 
ArcticNet a été créé en décembre 2003. ArcticNet gère aussi l’administration du Prix Inspiration Arctique de façon volontaire.

## Direction
ArcticNet est dirigé par un conseil d’administration qui gouverne conformément aux règlements d’ArcticNet Inc. 
- Le directeur scientifique – nommé par le conseil d’administration – est responsable de la direction stratégique et scientifique.
- Le comité de gestion de la recherche (RMC) assure l’évaluation de tous les projets de recherche.
- Le comité consultatif inuit fournit des recommandations liées aux priorités des Inuits.
- Le directeur exécutif est responsable des opérations quotidiennes du centre administratif situé sur le campus de l’Université Laval, dans la ville de Québec.

## Programme de recherche
Le programme de recherche d'ArcticNet comprend 35 projets regroupés en quatre études d'impact régionales et intégrées (IRIS). Chaque IRIS correspond à une des quatre grandes régions de l'Arctique canadien, distinctes par leur statut géographique, politique, physique et océanographique.
- IRIS 1: Région arctique de l'Ouest et Central
- IRIS 2: Région arctique de l'Est
- IRIS 3: Baie d'Hudson
- IRIS 4: Région subarctique de l'Est[4]

Les recommandations scientifiques produites par le programme de recherche d'ArcticNet sont publiées dans des évaluations d'impact régionales et intégrées (IRIA) développées pour chaque région. Ces rapports tiennent compte des résultats d'autres évaluations et études arctiques ainsi que de l'expertise des partenaires inuits d'ArcticNet.
Les chercheurs d’ArcticNet utilisent aussi le brise-glace canadien de recherche NGCC Amundsen afin d'accéder aux vastes étendues de l’Arctique côtier.

## Éducation et formation
ArcticNet a mis en œuvre une stratégie complète de formation pour recruter et former une nouvelle génération entière de chercheurs et de techniciens dont la présence est essentielle pour étudier et surveiller la transformation du Nord. Plus de 600 étudiants et boursiers postdoctoraux ont terminé ou sont en train de parfaire leur formation au sein d'ArcticNet, un réseau qui offre un environnement multidisciplinaire, intersectoriel et international unique.  

## Écoles à bord
Institué au cours de la première année d'ArcticNet, le programme Écoles à bord offre à des élèves et des enseignants d'écoles secondaires d'un bout à l'autre du Canada l'occasion de combler le fossé entre les sciences arctiques enseignées à l'école et la recherche effectuée directement sur le terrain.L'évènement marquant de cette initiative est le programme sur le terrain "à bord" du NGCC Amundsen. Les écoles ont l'occasion unique d'envoyer des étudiants et des enseignants dans l'Arctique, à bord du navire, pour prendre part à une expérience pédagogique qui fait partie intégrante de la recherche effectuée par l'équipe scientifique d'ArcticNet.

## Réunions
ArcticNet organise régulièrement des réunions et conférences. Les membres du réseau ArcticNet se retrouvent à la réunion scientifique annuelle (ASM). 